# Won't Forget You
Won't Forget You è un singolo del duo musicale australiano Shouse, pubblicato il 4 febbraio 2022 su etichetta discografica Hell Beach.

## Video musicale
Il video musicale, uscito in concomitanza con il singolo, è stato diretto da James J Robinson.

## Tracce
Testi e musiche di Ed Service e Jack Madin.
Download digitale
1. Won't Forget You – 6:39
2. Won't Forget You (Edit) – 3:51

Download digitale
1. Won't Forget You (Club Mix) – 6:37

## Classifiche

### Classifiche settimanali
| Classifica (2022)   | Posizione massima |
| ------------------- | ----------------- |
| Bulgaria            | 4                 |
| Germania            | 36                |
| Grecia              | 8                 |
| Lituania            | 15                |
| Polonia             | 2                 |
| Romania             | 5                 |
| Russia              | 2                 |
| Slovacchia          | 67                |
| Svizzera            | 91                |
| Ucraina             | 1                 |
| Ungheria (download) | 21                |

### Classifiche di fine anno
| Classifica (2022) | Posizione |
| ----------------- | --------- |
| Bulgaria          | 9         |
| Lituania          | 47        |
| Russia            | 9         |
| Ucraina           | 1         |
| Classifica (2023) | Posizione |
| Ucraina           | 15        |
| Classifica (2024) | Posizione |
| Bielorussia       | 108       |
| Ucraina           | 86        |